# 魔法少女愛參
《魔法少女爱參》是Colors公司制作，MS PICTURES公司于2008年12月19日发售的18禁游戏，是前作《魔法少女愛2》的续集。2009年發售OVA版《魔法少女愛參 THE ANIME》共3集。

## 故事
在前作中，美格和凛去向不明，爱住秋俊家中，寻找着两人。1年前的某日，主角秋俊与从补习学校时代开始认识的朋友望月紫再次相见，那个相遇成为故事的开始。

## 登场人物
冈岛秋俊（声：梅干丸梦千代-只在OVA中）
主人公。在东京一边打工一部上大学。
加贺野爱（声：堀まなみ）
女主人公，异界的魔法战士。现在和秋俊一起生活。
望月紫（声：野上 奈々）
秋俊的补习学校的朋友。现在上着另外的大学。
（声：岬友美）
本作新角色，女性，有退魔师血统。
凛（声：笠原准）
前作登场的魔法战士，能力强大的战士，一年以前在秋俊家监视他。在一年前的事件中消失。
美格（声：瀬野摩紀）
在异界被称为“鬼神”，是最强的魔法战士。平时是温厚善良的大姐性格，战斗时有着巨大的战斗力。一直为击杀辛而行动，但被辛算计，为其所擒。
宫广美景（声：白井绫乃）
与秋俊是同乡，以前的同学，有钱人家的女儿。本体是触手怪，在一年前和アイ战斗之后离开。
辛（シン，声：野人（OVA））
异界的“炼金术士”，曾是美格的男友。在人类世界与美格的妹妹麻由一起策划一个大阴谋。
麻由（マユ，声：野上奈々）
被辛所复活的美格的妹妹，曾是魔法少女战士。曾在过去的某个事件中死去，后借助凛而复活。表面上天真浪漫，内心则十分残忍。

## OVA
- Vol.1 魔法少女再臨 2009年1月25日
- Vol.2 メグ見参 2009年3月25日
- Vol.3 魔法少女光臨 2009年5月25日